# Хурцидзе, Людмила Иосифовна
Людмила Иосифовна Хурцидзе (1921 год, село Натанеби, Гурийский уезд, Кутаисская губерния, Российская империя — дата смерти неизвестна, село Натанеби, Махарадзевский район, Грузинская ССР) — колхозница колхоза имени Берия Натанебского сельсовета Махарадзевского района, Грузинская ССР. Герой Социалистического Труда (1949).

## Биография
Родилась в 1921 году в крестьянской семье в селе Натанеби Гурийского уезда (сегодня — в Озургетском муниципалитете края Гурия). Окончила местную сельскую школу. В послевоенное время трудилась рядовой колхозницей в колхозе имени Берия Махарадзевского района (в 1953 году колхоз был награждён Орденом Ленина, позднее после объединения — колхоз имени Ленина Махарадзевского района), которым руководил Василий Виссарионович Джабуа.
В 1948 году собрала 7710 килограмм сортового зелёного чайного листа на участке площадью в 0,5 гектара. Указом Президиума Верховного Совета СССР от 29 августа 1949 года удостоена звания Героя Социалистического Труда за «получение высоких урожаев сортового зелёного чайного листа и цитрусовых плодов в 1948 году» с вручением ордена Ленина и золотой медали «Серп и Молот» (№ 4556).
Этим же Указом званием Героя Социалистического Труда были также награждены труженики колхоза имени Берия агроном Григорий Акакиевич Накаидзе, звеньевые Анна Матвеевна Бабилодзе, Анна Васильевна Гелеква, Зинаида Мелитоновна Джабуа, колхозницы Нина Зинобиевна Миминошвили и Ольга Барнабовна Тоидзе.
За выдающиеся трудовые достижения по итогам 1949 и 1950 годов была награждена двумя Орденами Ленина. В последующие годы трудилась звеньевой в 11-й бригаде этого же колхоза.
Проживала в селе Натанеби Махарадзевского района (сегодня — Озургетский муниципалитет). Дата смерти не установлена.
Награды
- Герой Социалистического Труда
- Орден Ленина — трижды (1949; 19.07.1950; 23.07.1951)
- Медаль «За трудовую доблесть» (02.04.1966)